# Енидже (Чанаккале)
Енидже (тур. Yenice) — город и район в провинции Чанаккале (Турция). Согласно переписи, проводившейся в 2000 году, население округа составляет 35 796 человек, 6903 человека из этого количества проживают в городе Енидже. Площадь округа составляет 1417 км.